# Seyfertova galaxie

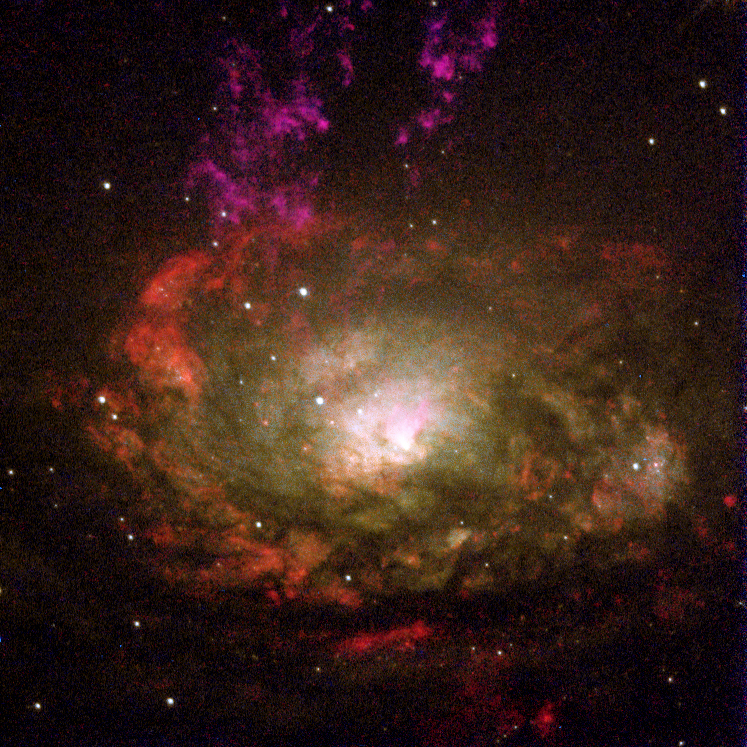
Galaxie Kružítko, Seyfertova galaxie typu II

Seyfertova galaxie je jeden ze dvou hlavních druhů galaxií s aktivním galaktickým jádrem. Druhým hlavním zástupcem této skupiny jsou kvasary. Seyfertovy galaxie mají jádro podobné kvasarům (velmi zářivé vzdálené jasné zdroje elektromagnetického záření) s velmi vysokou plošnou jasností a jejich spektrum obsahuje výrazné spektrální čáry způsobené silnou ionizací,
ale na rozdíl od kvasarů jsou kolem jádra viditelné další části galaxie.
Mezi Seyfertovy galaxie patří přibližně 10 % galaxií
a řadí se mezi nejvíce studované astronomické objekty kvůli předpokladu, že jsou poháněny stejnými jevy jako kvasary, ale na rozdíl od nich se nacházejí blíže k Zemi a jsou méně zářivé. Tyto galaxie mají ve svém středu obří černou díru, která je obklopená akrečním diskem hmoty padající do černé díry. Akreční disk se považuje za zdroj u nich pozorovaného ultrafialového záření. Pomocí ultrafialových emisních a absorpčních čar je možné snadno určit složení hmoty akrečního disku.
Většina Seyfertových galaxií vypadá ve viditelném světle stejně jako běžné spirální galaxie, ale na jiných vlnových délkách je svítivost jejich jádra srovnatelná se svítivostí celé galaxie o velikosti Mléčné dráhy.
Seyfertovy galaxie jsou pojmenovány po Carlu Seyfertovi, který je poprvé popsal v roce 1943.

## Objev

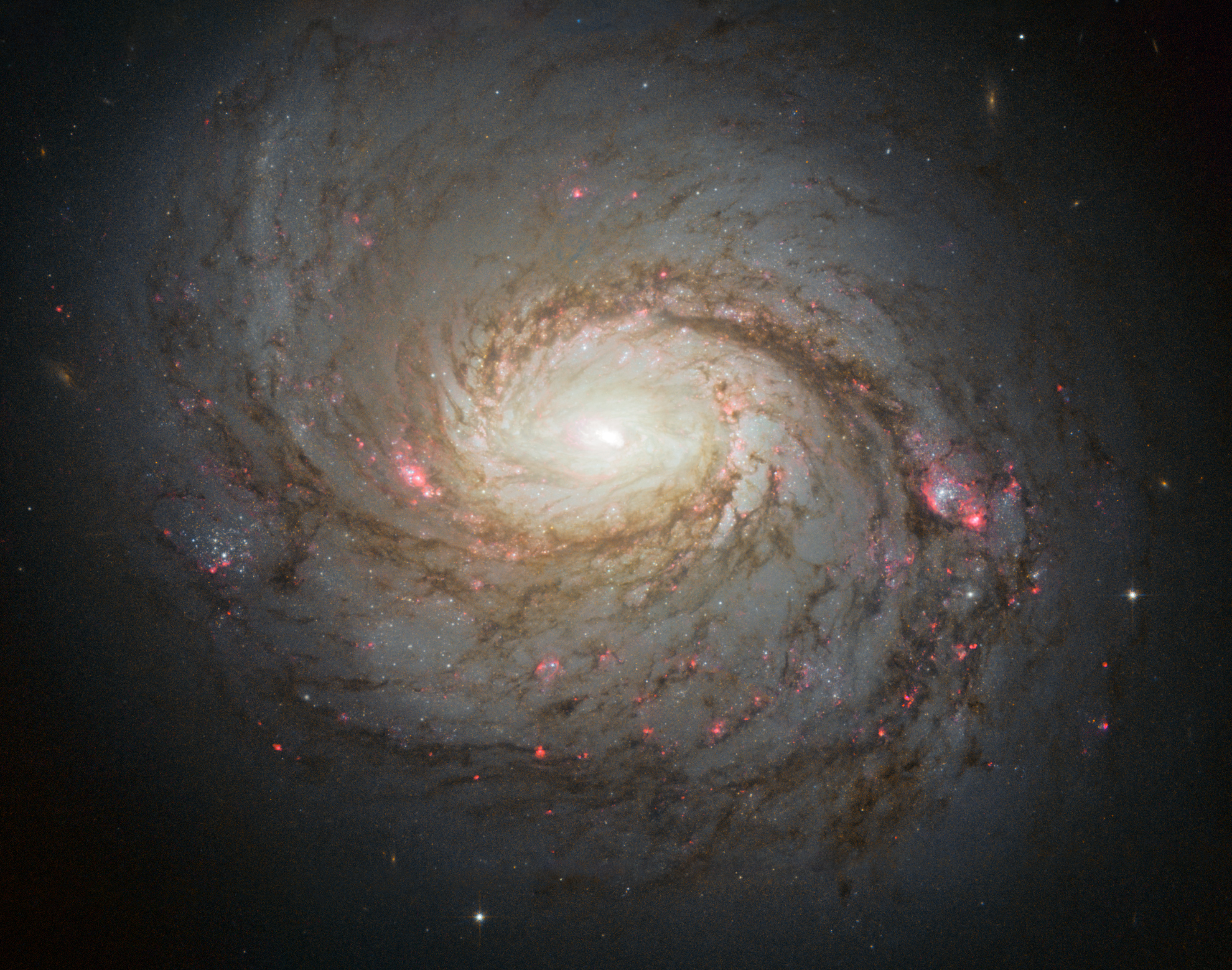
Messier 77, jedna z prvních objevených Seyfertových galaxií

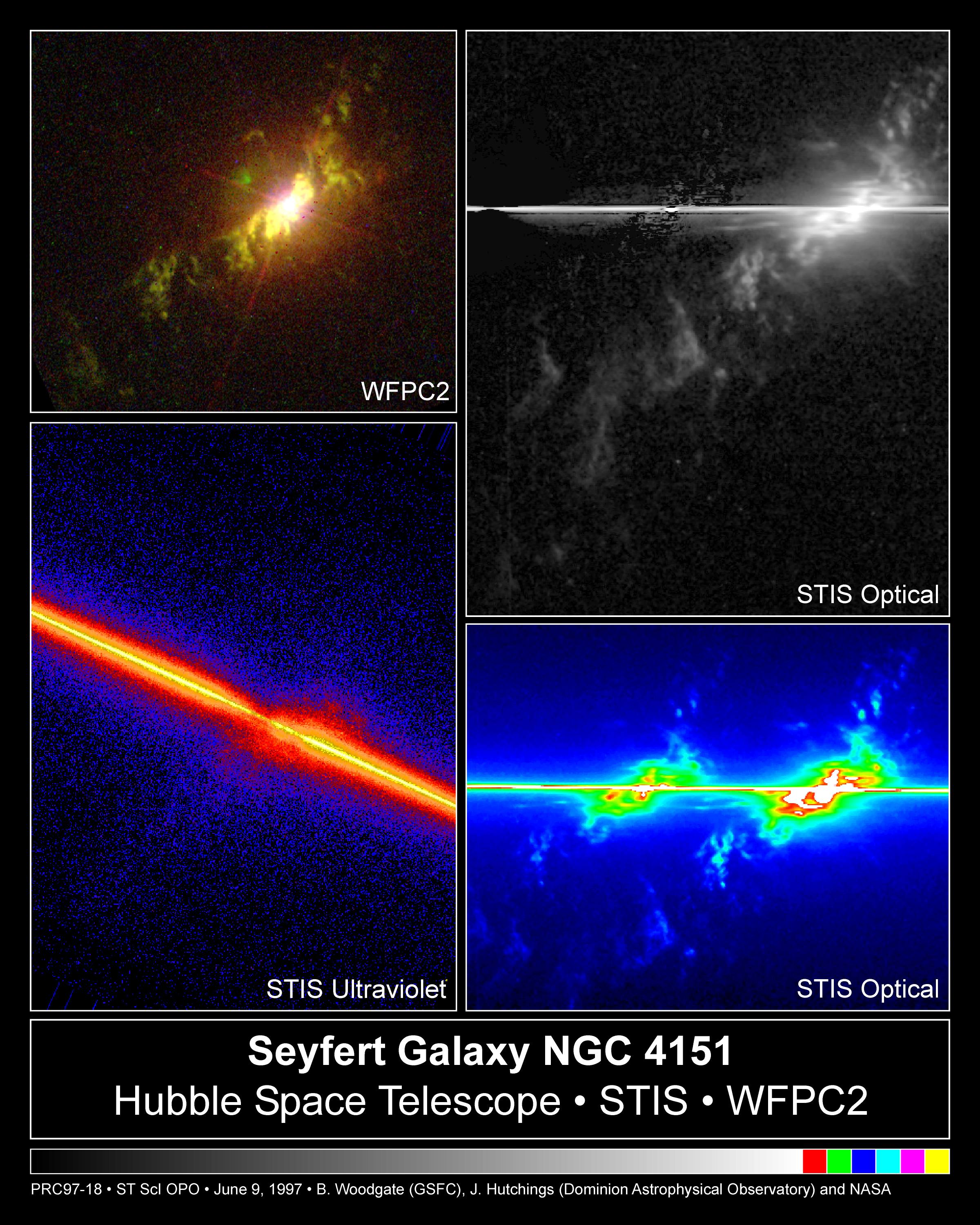
Černá díra uprostřed Seyfertovy galaxie NGC 5793 na snímku ve viditelné a ultrafialové oblasti

Seyfertovy galaxie poprvé zjistili Edward A. Fath a Vesto Slipher v roce 1908, když na Lickově observatoři sledovali spektra astronomických objektů tehdy nazývaných „spirální mlhoviny“, tedy vlastně spirální galaxie. Fath a Slipher objevili ve spektru galaxie Messier 77 (M77) šest jasných emisních čar, což bylo překvapivé, protože většina podobných objektů měla absorpční spektrum podobné hvězdám.
Edwin Hubble v roce 1926 pozoroval M77 a další dvě podobné „mlhoviny“ a označil je za extragalaktické objekty.
Carl Keenan Seyfert v roce 1943 objevil další galaxie podobné M77 a zjistil, že tyto galaxie mají velmi jasné jádro vzhledem podobné hvězdě, které ovšem vykazují spektrum se širokými čarami. V roce 1944 byla na rádiových vlnách o kmitočtu 160 MHz objevena rádiová galaxie Cygnus A
a tento objev byl potvrzen v roce 1948, když bylo dokázáno, že jde o samostatný zdroj.
S použitím interferometrie bylo zjištěno, že tato galaxie má dvě oblasti, ze kterých rádiové záření vychází.
Během následujících let byly objeveny další rádiové zdroje, jako například pozůstatky supernov. V 50. letech 20. století byly určeny další důležité vlastnosti Seyfertových galaxií, jako například skutečnost, že jejich jádra mají velmi malý rozměr (méně než 100 parseků, tedy jsou nerozlišitelná), mají obrovskou hmotnost (≈109±1 hmotností Slunce) a doba trvání nejsilnějšího jaderného záření je větší než 100 milionů let.

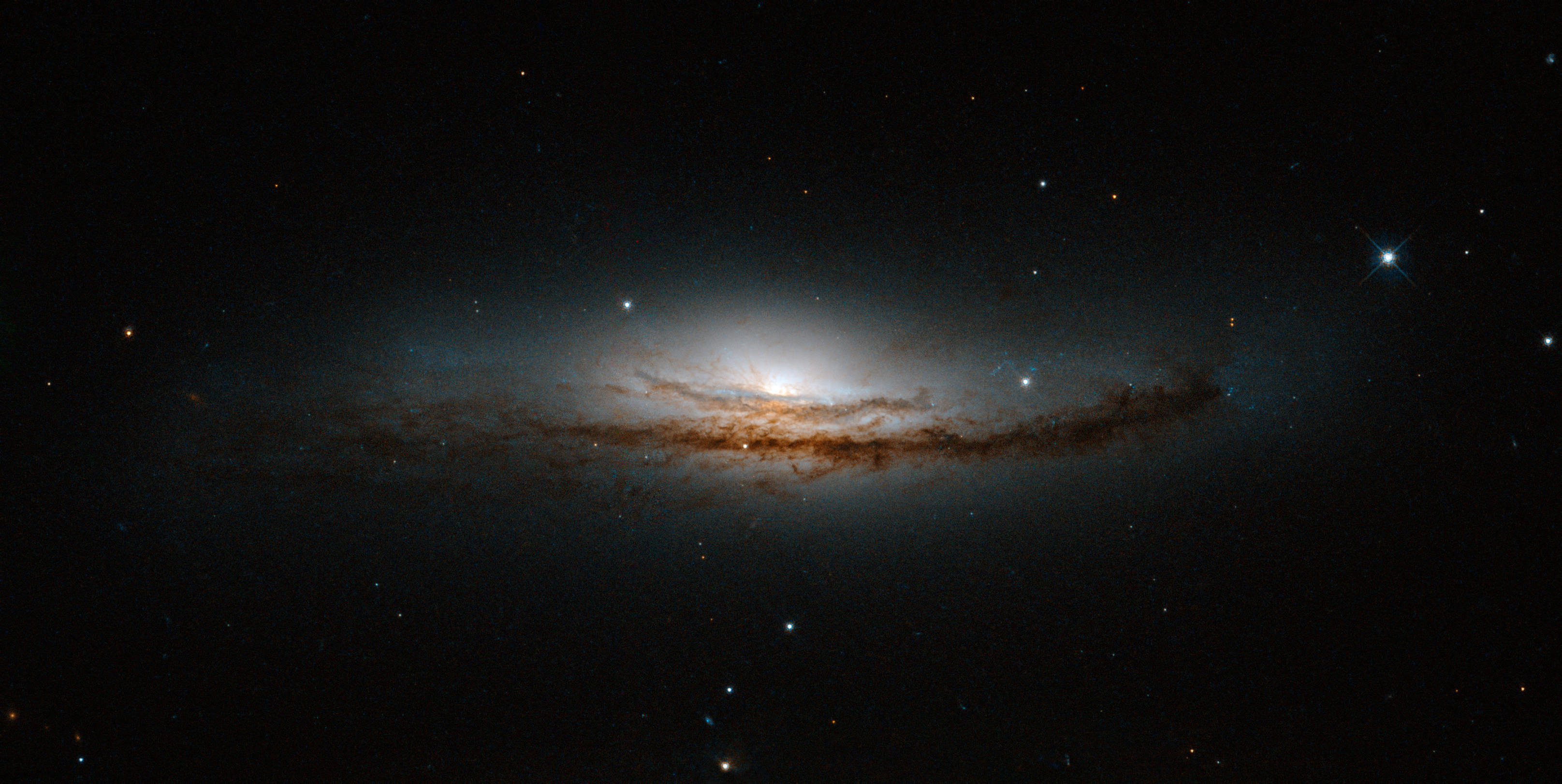
NGC 5793 je Seyfertovou galaxií vzdálenou asi 150 milionů světelných let v souhvězdí Vah

Během dalších dvou desítek let se vědci snažili hlouběji porozumět vlastnostem Seyfertových galaxií. Bylo provedeno několik přímých měření skutečné velikosti jádra Seyfertových galaxií a bylo zjištěno, že emisní čáry v M77 vydává oblast o průměru více než tisíce světelných let.
Vznikl také spor o to, zda je rudý posuv těchto galaxií kosmologického původu.
Potvrzující odhady jejich vzdálenosti a stáří nebyly zaručené, protože jas jejich jádra se mění v průběhu několika let, a proto tvrzení o jejich vzdálenosti a pevné rychlosti světla nemohly být pokaždé použity k určení jejich stáří. Ve stejném období byl prováděn výzkum zaměřený na prohlídku, rozpoznání a zatřídění mnoha galaxií včetně Seyfertových. Začalo to v roce 1967, když Benjamin Markarjan zveřejnil seznam obsahující několik stovek galaxií vyznačujících se velmi silným ultrafialovým zářením. Poloha některých z nich byla upřesněna dalšími vědci v roce 1973.
V té době se předpokládalo, že 1 % spirálních galaxií patří mezi Seyfertovy galaxie.
V roce 1977 bylo zjištěno, že velmi málo Seyfertových galaxií patří mezi eliptické galaxie a většinou jde o spirální galaxie obyčejné nebo s příčkou.
Během tohoto období také probíhaly snahy o spektrofotometrický rozbor Seyfertových galaxií. Začalo být jasné, že spektra těchto galaxií nevypadají vždy stejně, a tak začaly být řazeny do podskupin podle vlastností jejich emisního spektra. Nejprve bylo zavedeno jednoduché dělení na typ I a typ II podle poměrné šířky jejich emisních čar.
Později bylo zjištěno, že některá Seyfertova jádra mají přechodné vlastnosti, a proto byly zavedeny další podskupiny: 1,2, 1,5, 1,8 a 1,9. (viz Třídění).
Prvotní průzkumy Seyfertových galaxií byly zkreslené, protože započítávaly pouze nejjasnější představitele této skupiny. Pozdější průzkumy zahrnující i méně jasné a zastíněné Seyfertovy galaxie ukazují, že je tento jev poměrně častý a vyskytuje se u 16 ± 5 % všech galaxií. V blízkém okolí Mléčné dráhy (do 27 Mpc) se dokonce nachází několik desítek Seyfertových galaxií. Seyfertovy galaxie tvoří podstatnou část Markarjanových galaxií, což je katalog galaxií vykazujících ve svém jádře přebytek ultrafialového záření.

## Vlastnosti
Aktivní galaktické jádro je hustá oblast uprostřed galaxie, která má v určitých úsecích elektromagnetického spektra nadprůměrný zářivý výkon. Galaxie s aktivním jádrem se také nazývají aktivní galaxie. Aktivní galaktická jádra jsou nejvýraznějšími zdroji elektromagnetického záření v celém vesmíru a jejich vývoj udává hranice kosmologických modelů. V závislosti na jejich typu se jejich zářivost může měnit v časovém měřítku od několika hodin po několik let. Dva největší druhy aktivních galaxií jsou kvasary a Seyfertovy galaxie a hlavní rozdíl mezi nimi je v množství jimi vydávaného záření. Jádro běžné Seyfertovy galaxie vydává ve viditelném světle záření srovnatelné se součtem záření všech hvězd v takové galaxii, zatímco jádro kvasaru je přinejmenším 100x jasnější než její hvězdy.
Seyfertovy galaxie mají mimořádně jasná jádra, jejichž zářivost je 108 až 1011 Sluncí. Pouze asi 5 % z nich září na rádiových vlnách; jejich záření je středně silné v oblasti záření gama a silné v rentgenové oblasti.
Jejich viditelné a infračervené spektrum ukazuje velmi jasné emisní čáry vodíku, helia, dusíku a kyslíku. Tyto čáry vykazují silné Dopplerovo rozšíření, ze kterého můžeme odvodit rychlosti hmoty od 500 do 4 000 km/s a které pravděpodobně vzniká blízko akrečního disku obklopujícího centrální černou díru.

### Eddingtonova svítivost

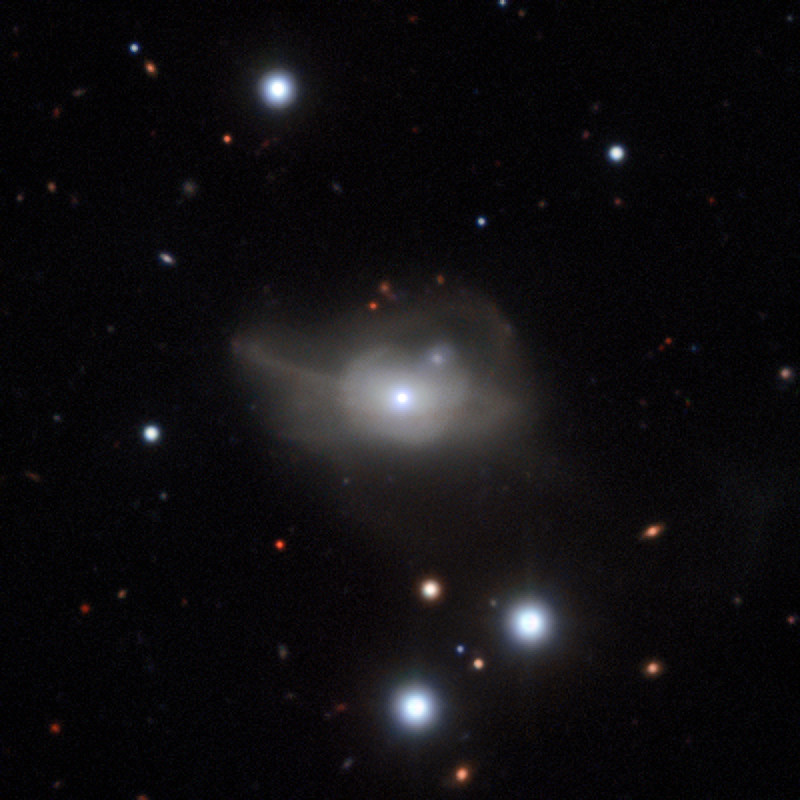
Aktivní galaxie Markarian 1018 má v jádru obří černou díru.

Spodní hranice hmotnosti ústřední černé díry může být vypočítána pomocí Eddingtonovy svítivosti,
což je jev způsobený tlakem záření. Předpokládejme, že je černá díra obklopena diskem svítícího plynu.
Přitažlivé síly působící na hmotu disku a odpudivé síly způsobené tlakem záření se dají popsat zákonem převrácených čtverců. Pokud je gravitační síla způsobená černou dírou menší než odpudivá síla tlaku záření, disk se rozptýlí do okolí.

### Záření

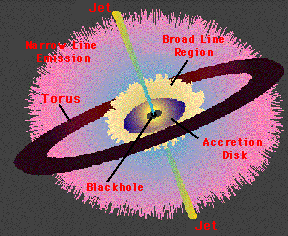
Model aktivního galaktického jádra: černá díra obklopená akrečním diskem, vnější prstenec a polární výtrysky z jádra.

Emisní čáry pozorované ve spektru Seyfertových galaxií mohou pocházet z povrchu samotného akrečního disku, nebo také z oblaků plynu zářícího díky ionizačnímu kuželi. Přesné umístění zářící oblasti se nedá snadno určit kvůli nedostatečnému rozlišení galaktického jádra na snímcích. Ovšem každá část akrečního disku má vůči směru pohledu pozorovatele odlišnou rychlost a čím rychleji plyn obíhá kolem černé díry, tím širší jsou emisní čáry ve spektru. Podobná závislost rychlosti na poloze se vyskytuje i u větrů v zářícím disku.
Předpokládá se, že úzké čáry ve spektru pocházejí z vnějších oblastí aktivního galaktického jádra, kde se hmota pohybuje nižšími rychlostmi, zatímco široké spektrální čáry vznikají blízko u černé díry. Časová stálost úzkých čar dokazuje, že musí vycházet z rozsáhlé oblasti, naopak široké čáry se mohou měnit v poměrné krátkých časových úsecích. Tato proměnnost se využívá k určení umístění a stavby zářící oblasti pomocí techniky zvané reverberation mapping. Tato technika zkoumá stavbu a pohyby oblasti vysílající široké spektrální čáry pomocí pozorovaných změn těchto čar, které jsou způsobeny předchozími změnami spojitého spektra. Podmínkou k využití této techniky je předpoklad, že spojité spektrum vychází z jediného ústředního zdroje.
Tato technika byla použita k průzkumu 35 aktivních galaktických jader a posloužila k výpočtu hmotností jejich ústředních černých děr a rozměru oblastí vysílajících široké spektrální čáry.
Z pozorování několika rádiově hlučných Seyfertových galaxií vyplynula domněnka, že rádiové záření u nich vzniká jako synchrotronové záření ve výtrysku. Infračervené záření je způsobeno zářením v jiných oblastech spektra, které prach blízko jádra přesune do infračervené oblasti. O fotonech s nejvyšší energií se předpokládá, že vznikají inverzním Comptonovým jevem ve velmi horké koróně blízko černé díry.

## Třídění

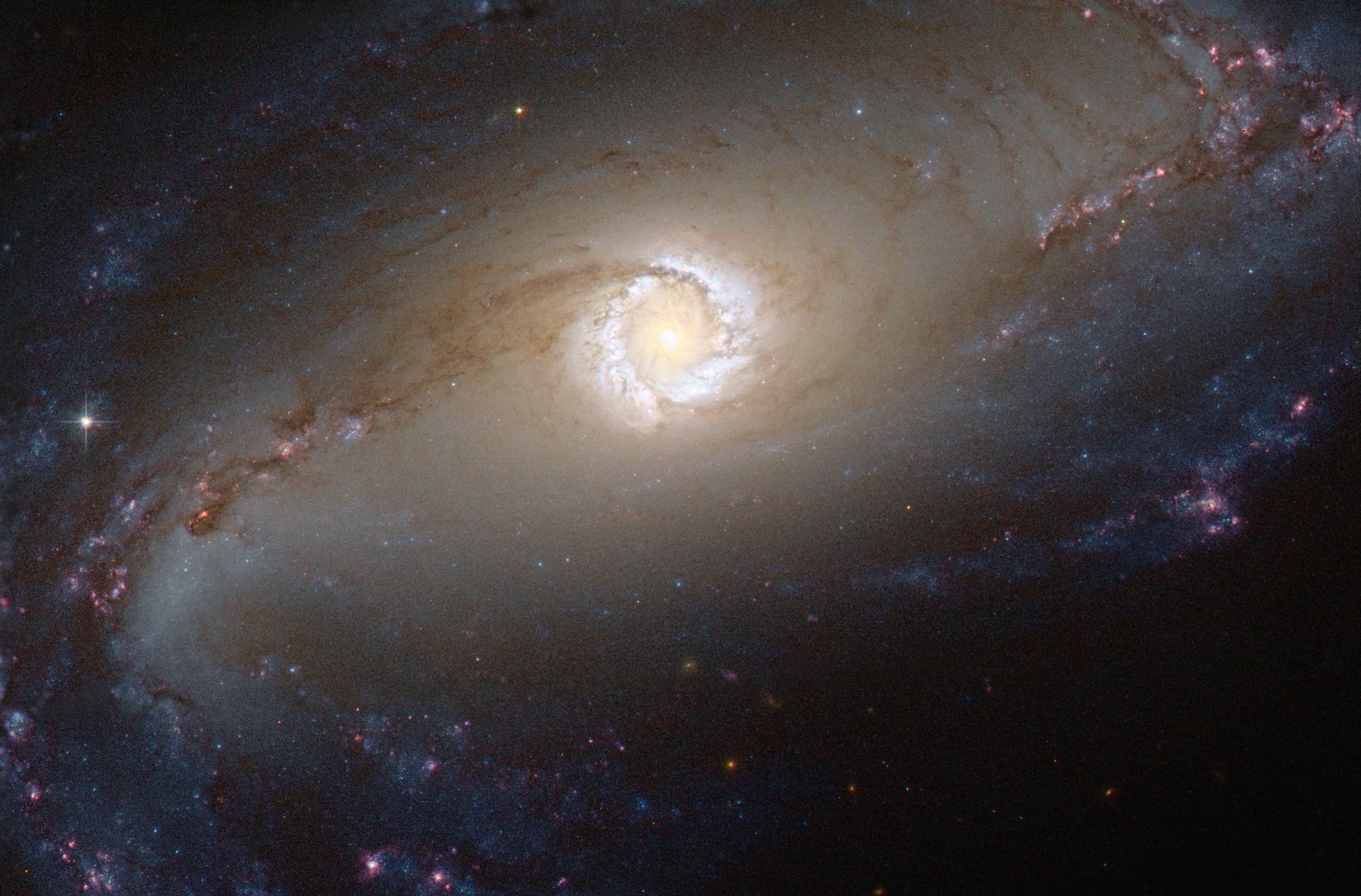
Uprostřed Seyfertovy galaxie NGC 1097 sídlí obří černá díra o hmotnosti 100 milionů hmotností Slunce

Podle spektrálních čar v jejich spektrech byly Seyfertovy galaxie nejprve rozděleny na typ I a typ II. Spektrum Seyfertových galaxií typu I obsahuje široké spektrální čáry, které zahrnují jak povolené čáry (například H I, He I nebo He II), tak užší zakázané čáry (například O III). Obsahuje také některé užší povolené čáry, ale i tyto užší čáry jsou mnohem širší než u obyčejných galaxií. Ovšem spektrum Seyfertových galaxií typu II obsahuje pouze úzké čáry, ať už povolené nebo zakázané. Zakázané čáry jsou spektrální čáry, které vznikají takovými přeskoky elektronů mezi energetickými hladinami, které normálně pravidla kvantové mechaniky zakazují, ale přesto mají určitou pravděpodobnost samovolného výskytu. Název "zakázané" je poněkud matoucí, protože příslušné přeskoky elektronů nejsou zakázané, ale spíše velmi nepravděpodobné.

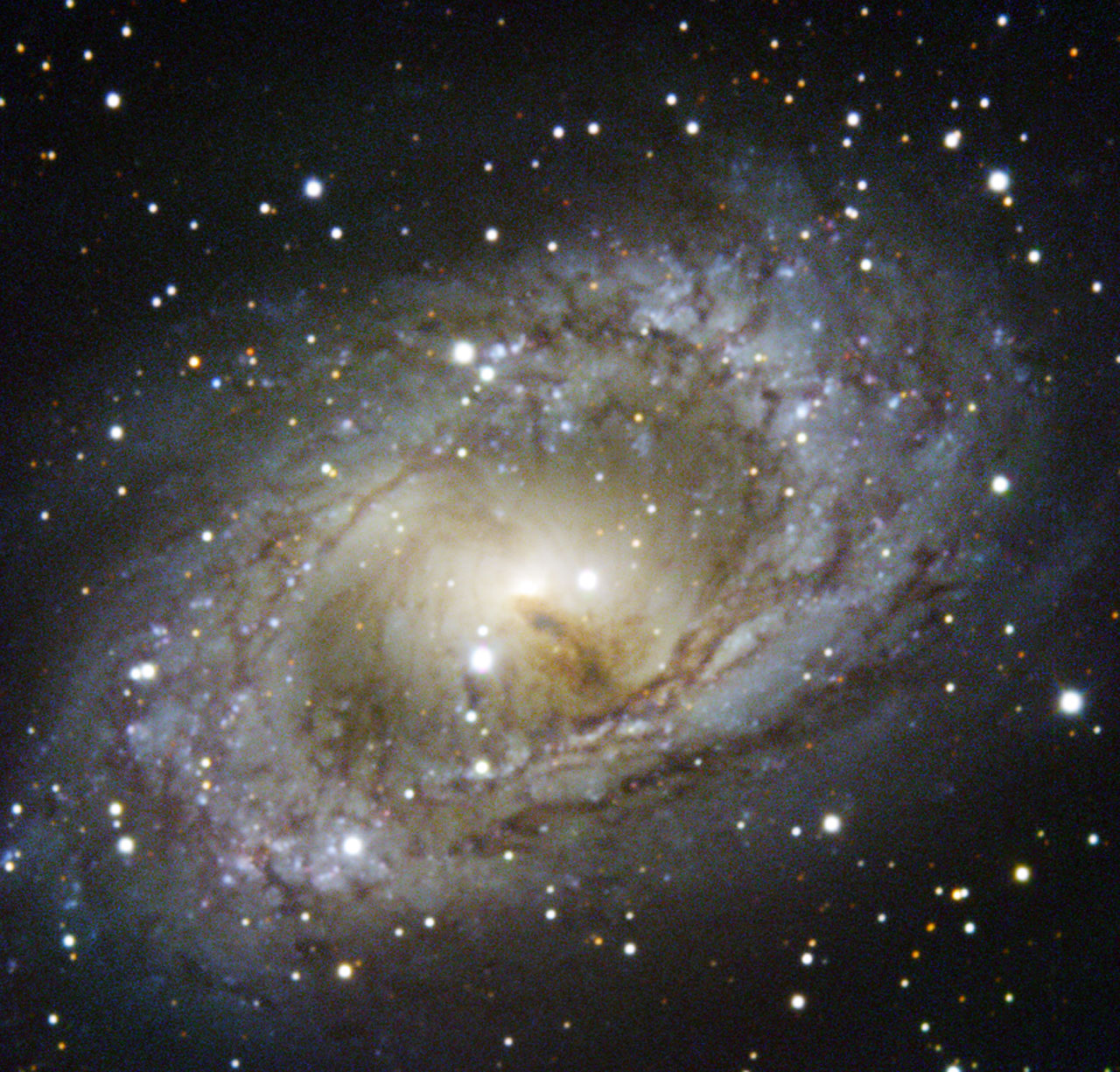
NGC 6300 - Seyfertova galaxie typu II v jižním souhvězdí Oltáře

V některých případech spektrum obsahuje široké i úzké čáry, což byl důvod k zařazení takových galaxií do přechodné skupiny mezi typem I a typem II. Spektrum některých takových galaxií se v průběhu několika let změnilo z přechodného typu na typ II, ale typické široké emisní čáry Hα se neztratily buď vůbec, nebo pouze výjimečně.
Podstata rozdílů mezi Seyfertovými galaxiemi typu I a typu II je předmětem pokračujících výzkumů. Je známo několik případů, kdy byly galaxie označeny za typ II pouze proto, že široké složky jejich spektrálních čar byly pouze obtížně zjistitelné. Někteří vědci předpokládají, že všechny Seyfertovy galaxie typu II jsou ve skutečnosti totožné s typem I, ale široké složky spektrálních čar jsou nepozorovatelné pod úhlem, pod jakým jsou k Zemi natočené. Přesněji řečeno je u Seyfertových galaxií typu I ústřední zdroj záření pozorován víceméně přímo, tedy se nahlíží přímo na oblast vyzařující široké spektrální čáry, neboli rychle se pohybující oblaka v okolí obří černé díry ležící uprostřed galaxie. Naopak u Seyfertových galaxií typu II je aktivní galaktické jádro zastíněné a pozorují se pouze chladnější vnější části nacházející se daleko od oblasti vysílající široké spektrální čáry. Tato teorie je známá jako sjednocený model Seyfertových galaxií (anglicky Unification scheme).
Není ovšem jasné, zda může tato domněnka vysvětlit všechny pozorované rozdíly mezi těmito dvěma typy.

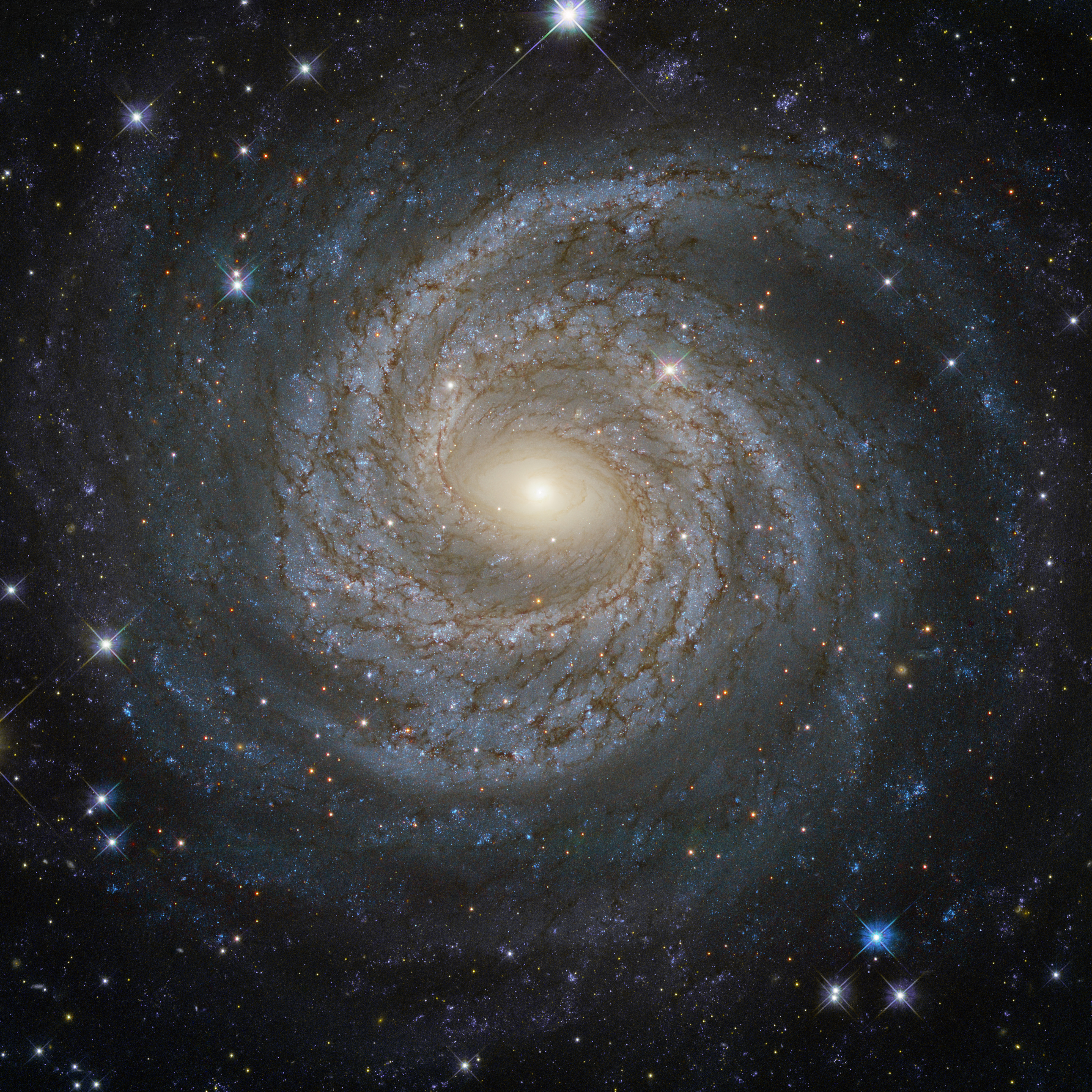
Seyfertova galaxie NGC 6814 je vysoce proměnným zdrojem rentgenového záření

### Seyfertovy galaxie typu I

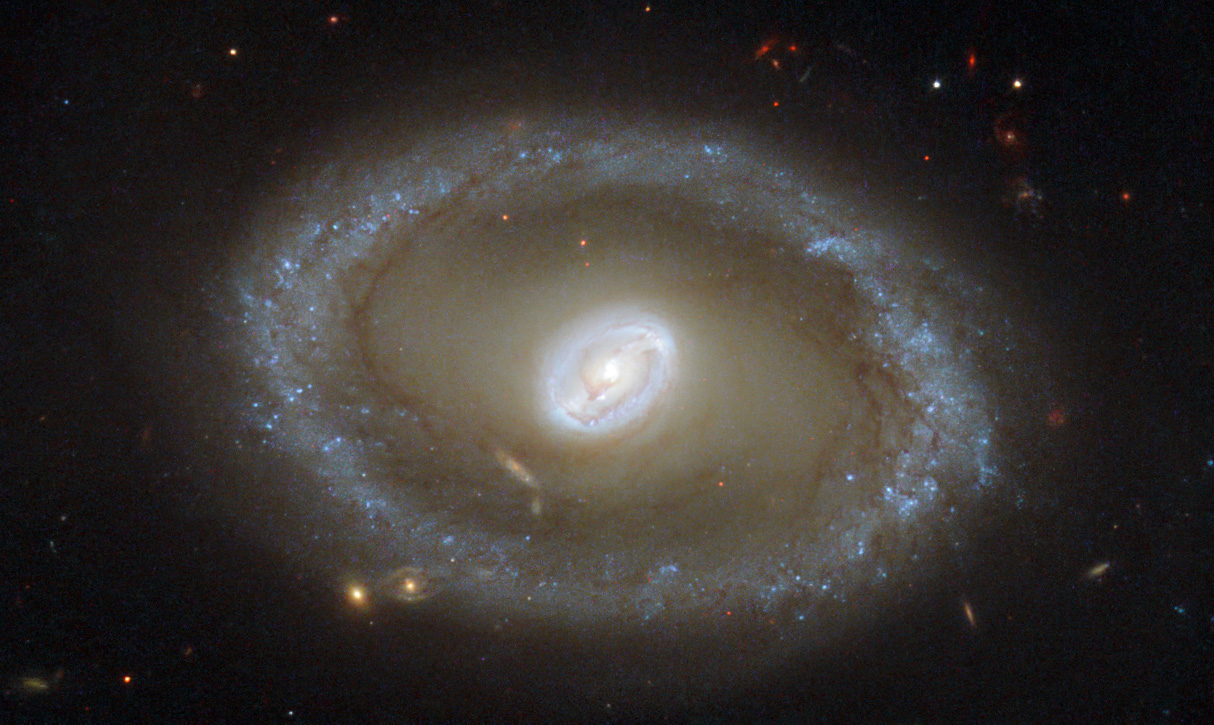
Seyfertova galaxie typu II NGC 3081 je známá svým velmi zářivým jádrem

Jádra Seyfertových galaxií typu I jsou velmi jasnými zdroji jak viditelného světla, tak ultrafialového a rentgenového záření. Jejich spektrum obsahuje dvě skupiny spektrálních čar: úzké čáry s šířkou několika stovek km/s (díky rudému posuvu se dá vyjádřit jako rychlost) a široké čáry s šířkou až 104 km/s.
Široké čáry pochází z oblasti akrečního disku kolem obří černé díry, která je pro galaxii zdrojem energie, zatímco úzké čáry vznikají daleko mimo tuto oblast akrečního disku. Obě skupiny spektrálních čar jsou způsobeny vysoce ionizovaným plynem. Oblast vysílající široké čáry má rozměr 0,1 až 1 parseků. Tento rozměr RBLR se dá odhadnout ze zpoždění odpovídajícímu času, který světlo potřebuje k cestě ze zdroje záření se souvislým spektrem k plynu vyzařujícímu tyto čáry.

### Seyfertovy galaxie typu II

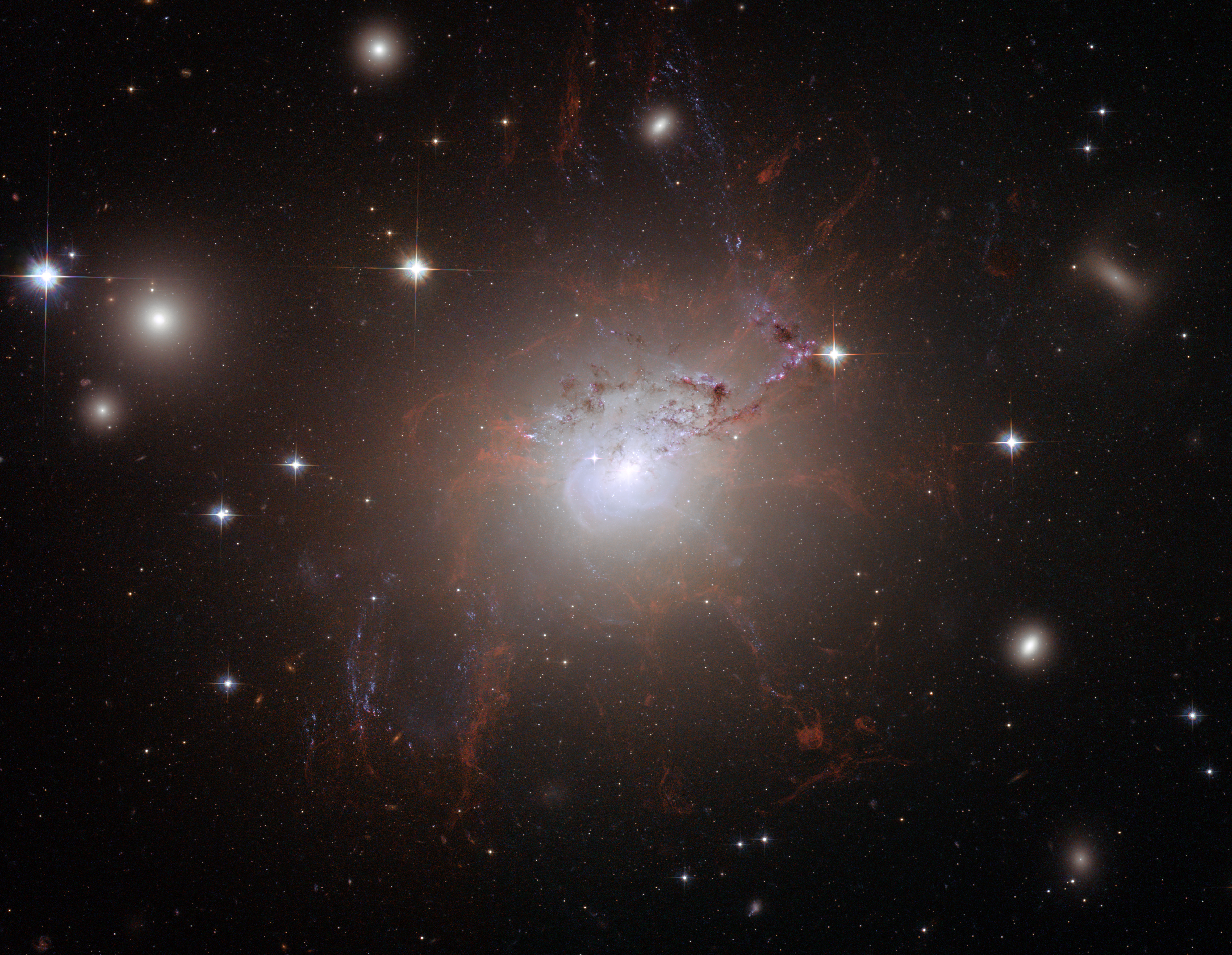
NGC 1275, Seyfertova galaxie typu 1,5

Seyfertovy galaxie typu II mají typicky jasné jádro a zároveň jsou jasné při pozorování na vlnových délkách infračerveného záření.
Jejich spektrum obsahuje úzké čáry odpovídající zakázaným přeskokům a široké čáry odpovídají silným dipólovým nebo interkombinačním přeskokům. V některých Seyfertových galaxiích typu II odhalil spektropolarimetrický rozbor (spektroskopie polarizované složky světla) zastíněné oblasti typu I. V případě NGC 1068 bylo naměřeno záření jádra odražené od mračna prachu, což vědci vysvětlují přítomností stínícího prachového prstence kolem jádra vysílajícího jasné spojité spektrum a široké spektrální čáry. Při bočním pohledu na galaxii je jádro nepřímo pozorováno díky odrazu světla od plynu a prachu nad a pod prstencem. Tento odraz způsobuje polarizaci odraženého světla.

### Seyfertovy galaxie přechodných typů

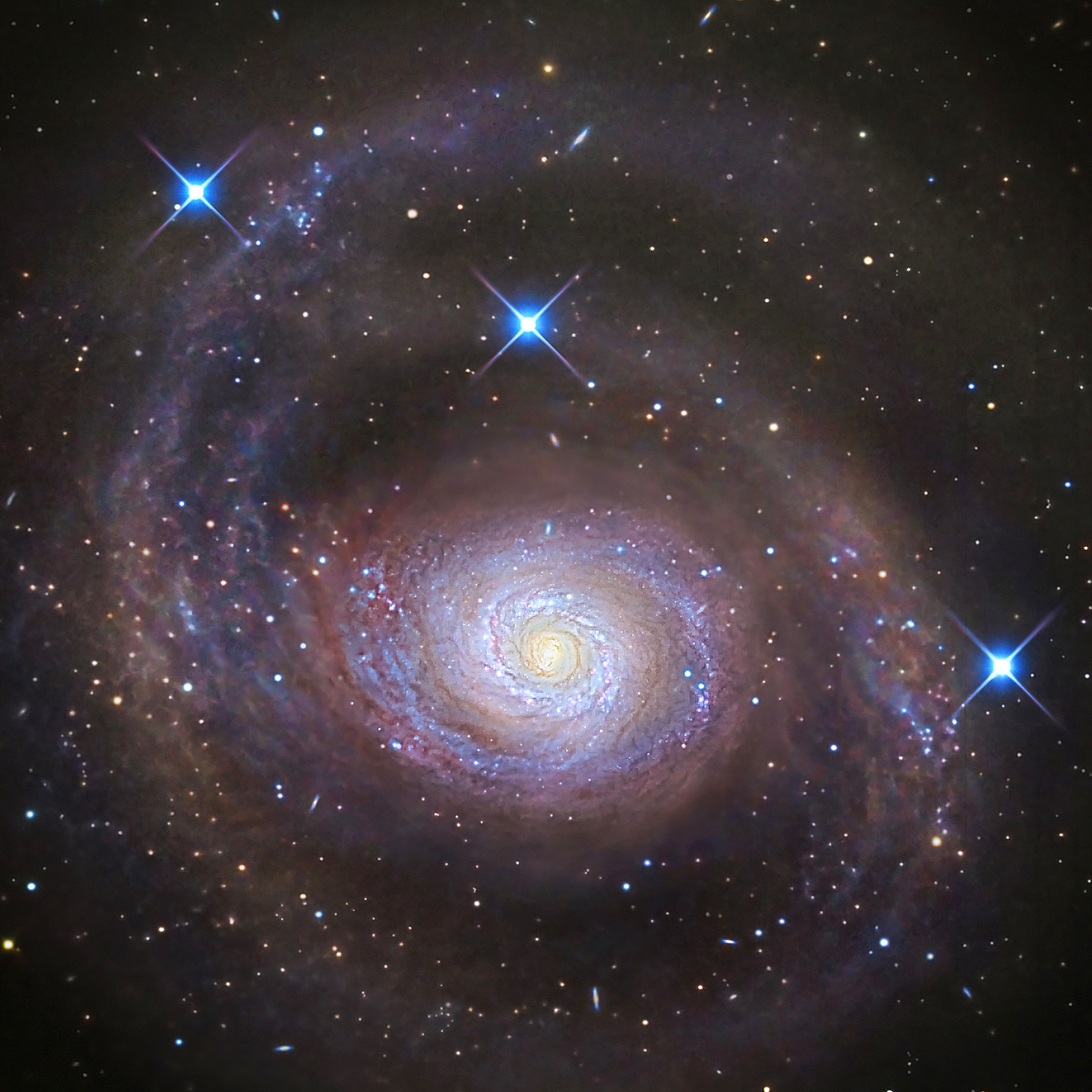
Messier 94, galaxie s jádrem LINER podobným Seyfertově galaxii

Donald Edward Osterbrock v roce 1981 zavedl označení dalších typů Seyfertových galaxií: typy 1,5, 1,8 a 1,9. Tyto podskupiny se rozdělují na základě vzhledu jejich spektra, přitom podskupiny označené vyšším číslem mají soubor širokých spektrálních čar slabší vzhledem k souboru úzkých čar.
Například typ 1,9 má širokou pouze čáru Hα, ale čáry vyššího řádu Balmerovy série nikoli. Typ 1,8 má velmi široké čáry Hα i Hβ, ale ty jsou ve srovnání s Hα velmi slabé. Typ 1,5 má obě tyto čáry srovnatelně silné.

### Další galaxie podobné Seyfertovým galaxiím
Kromě přechodných typů mezi typy I a II (zahrnujících typy 1,2 až 1,9) se vyskytují další typy galaxií, které jsou Seyfertovým galaxiím velmi podobné nebo mohou být považovány za jejich podskupinu. V roce 1980 byly objeveny rádiové galaxie s jádrem typu LINER (low-ionization nuclear emission-line region), které se Seyfertovým galaxiím velmi podobají. Tyto galaxie mají výrazné emisní čáry díky slabě ionizovaným nebo neutrálním atomům, zatímco emisní čáry ze silně ionizovaných atomů jsou u nich poměrně slabé. Galaxie LINER mají mnoho společných znaků s málo zářícími Seyfertovými galaxiemi, například při pozorování ve viditelné oblasti spektra není možné rozeznat jejich celkové vlastnosti. Oba tyto druhy také mají oblast vyzařující široké spektrální čáry, ale oblast vyzařující tyto čáry má u galaxií LINER nižší hustotu.
Příkladem takové galaxie je M104 v souhvězdí Panny, která je také známá pod názvem galaxie Sombrero.
Seyfertovou a zároveň LINER galaxií je NGC 7213, která v porovnání s dalšími aktivními galaxiemi leží poměrně blízko k Zemi.
Další velmi zajímavou podskupinou jsou Seyfertovy galaxie typu I s úzkými čarami (NLSy1), které se staly předmětem rozsáhlého průzkumu.
Tyto galaxie mají mnohem užší spektrální čáry než obyčejné Seyfertovy galaxie typu I, strmé spektrum v oblasti tvrdého a měkkého rentgenového záření a silné záření na spektrální čáře Fe [II].
Jejich vlastnosti naznačují, že jde o mladá aktivní galaktická jádra se silným narůstáním černé díry, takže se u nich dá předpokládat poměrně malá, ale rostoucí hmotnost ústřední černé díry.
Vznikly také teorie, že jsou to galaxie v raném stupni vývoje a byly navrženy možné vazby mezi nimi a velmi zářivými infračervenými galaxiemi nebo Seyfertovými galaxiemi typu II.

## Vývoj
Většina aktivních galaxií velmi daleko od Země a mají velký rudý posuv. Z toho se dá usoudit, že se vyskytovaly v raném období vesmíru a kvůli rozpínání vesmíru se od Země vzdalují vysokou rychlostí. Kvasary jsou nejvzdálenější pozorované galaxie, některé z nich jsou pozorovány ve vzdálenosti 12 miliard světelných let. Seyfertovy galaxie leží mnohem blíže než kvasary.
Z důvodu konečné rychlosti šíření světla je pohled do velké vzdálenosti zároveň pohledem do historie. Proto pozorování aktivních galaktických jader ve velkých vzdálenostech a jejich nedostatek v blízkém vesmíru naznačují, že byly v raném období vesmíru mnohem častější, takže se dá předpokládat, že aktivní galaktická jádra mohou být raným obdobím vzniku galaxií. Pak je ovšem otázkou, jaký objekt se z takto vzdáleného aktivního galaktického jádra mohl vyvinout za tu dobu, než jeho světlo dorazilo k Zemi. Protějškem kvasarů, které mají velký rudý posuv (z>4), mohou být Seyfertovy galaxie typu I s úzkými čarami (NLSy1). Mají totiž mnoho společných vlastností, například vysokou metalicitu nebo podobný vzhled emisních spektrálních čar (silné čáry Fe [II], slabé čáry O [III]).
Některá pozorování naznačují, že záření z aktivního galaktického jádra není kulově symetrické, ale spíš osově souměrné, protože záření z jádra vychází uspořádané do kuželovitého tvaru. Na základě těchto pozorování byly odvozeny modely, které vysvětlují různé typy galaktických jader jako jediný objekt pozorovaný z různých směrů. Takový model se nazývá sjednocený model Seyfertových galaxií (anglicky Unification scheme). Tento model vysvětluje rozdíl mezi Seyfertovými galaxiemi typu I a typu II tím, že u typu II je oblast vysílající široké spektrální čáry zastíněná prstencem, který brání přímému pozorování této oblasti. Kvasary a blazary se tímto modelem také dají celkem jednoduše vysvětlit.
Hlavním problémem těchto sjednocených modelů zůstává vysvětlení, proč jsou některá aktivní galaktická jádra rádiově hlučná a jiná rádiově tichá. Tento rozdíl může souviset s otáčením ústřední černé díry.

## Příklady

Seyfertova Vírová galaxie

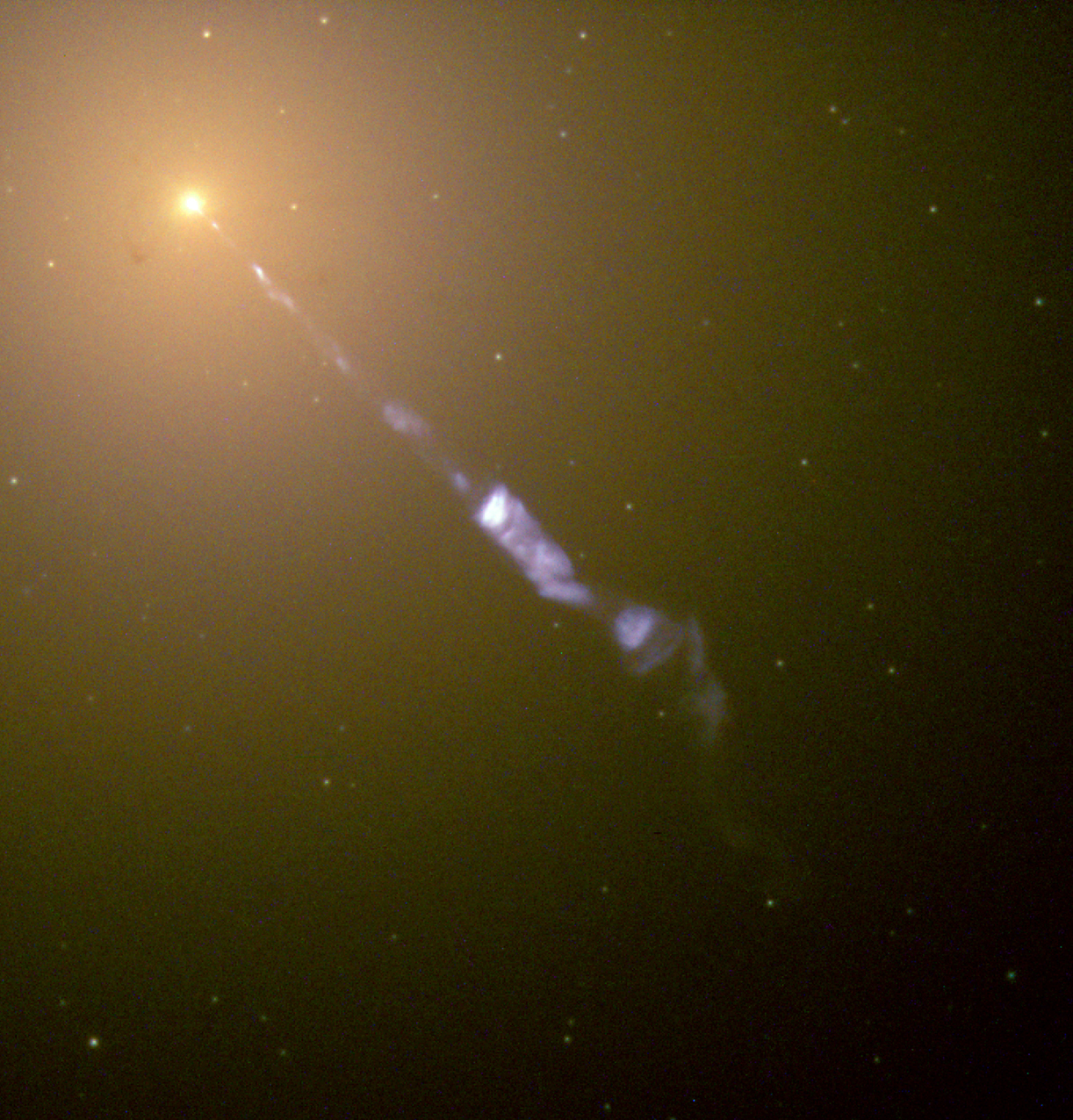
Seyfertova galaxie Messier 87

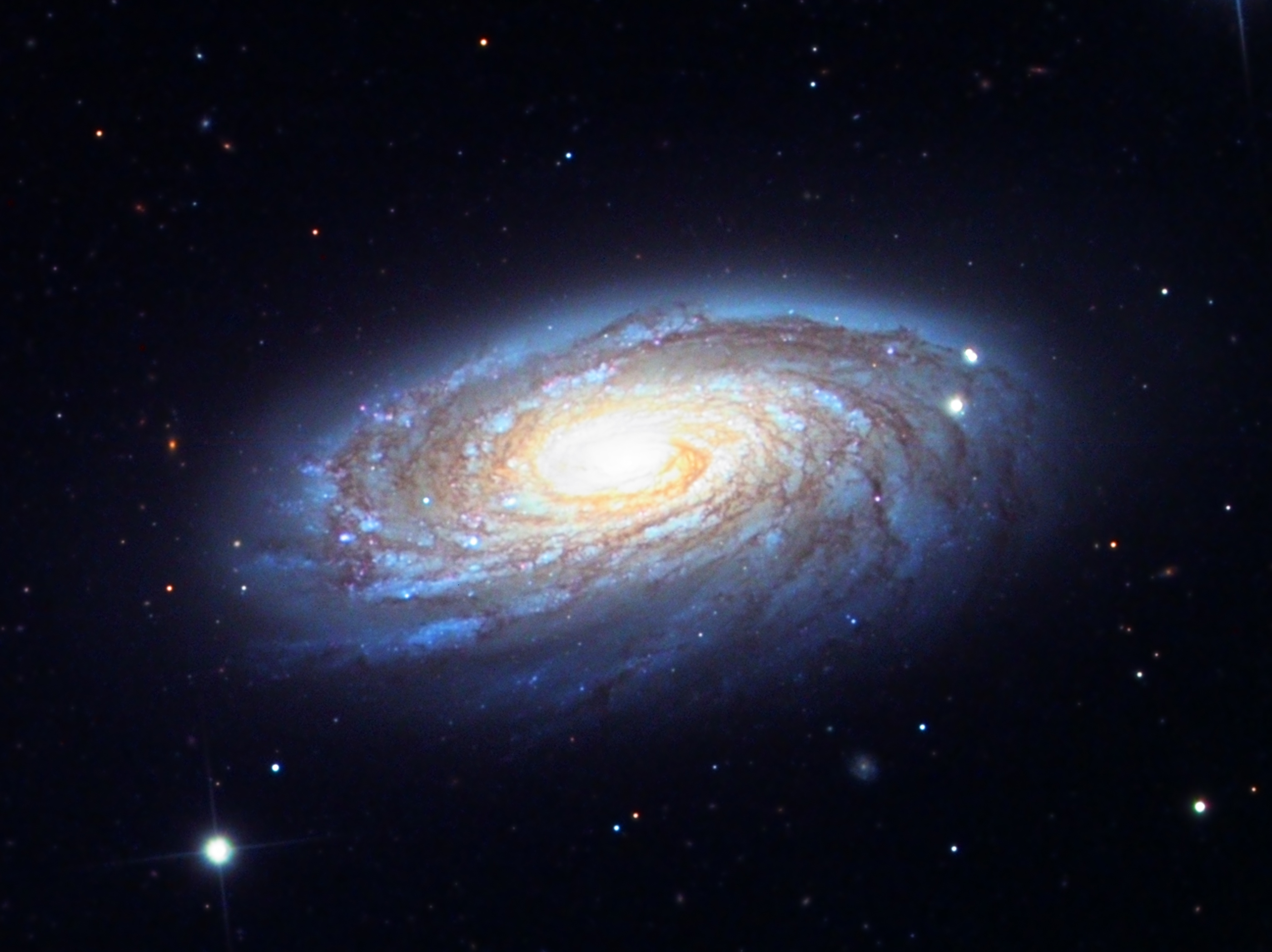
Seyfertova galaxie Messier 88

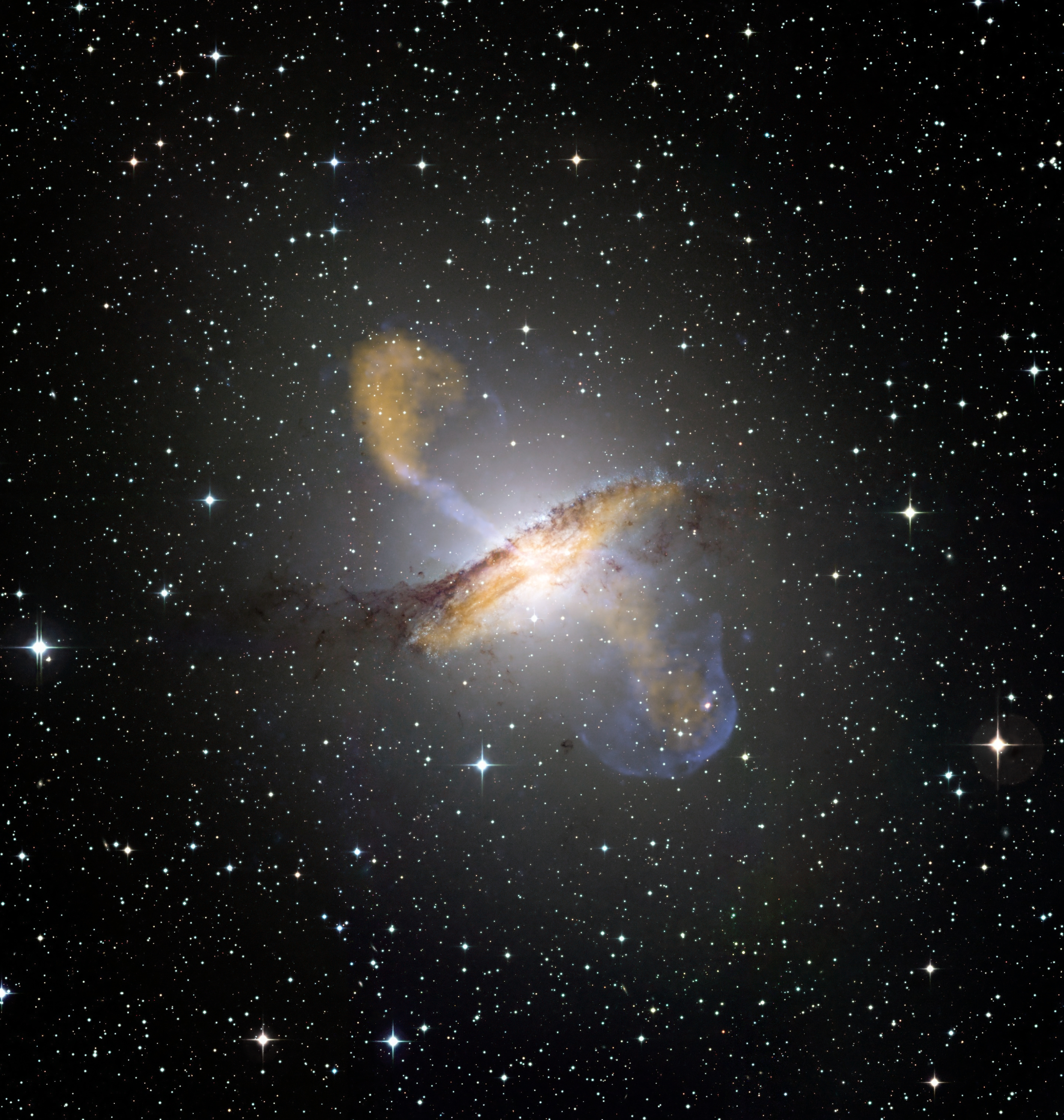
Seyfertova galaxie Centaurus A

Mezi Seyfertovy galaxie patří například tyto:
- Galaxie Kružítko, kterou obklopují prstence plynu vyvržené z jejího středu
- Centaurus A, při pohledu ze Země nejjasnější Seyfertova galaxie. Je to obří čočková galaxie, zároveň patří mezi rádiové galaxie a proslavila se svými výtrysky plazmatu, které dosahují délky více než milion světelných let.
- Cygnus A, první objevená rádiová galaxie a nejsilnější rádiový zdroj na obloze v pásmu kmitočtů nad 1 GHz
- Messier 51a (NGC 5194, Vírová galaxie) jedna z nejznámějších galaxií na obloze[57]
- Messier 66 (NGC 3627), člen Trojice galaxií ve Lvu
- Messier 77 (NGC 1068), jedna z prvních Seyfertových galaxií s určeným typem[58]
- Messier 81 (NGC 3031), druhá nejjasnější Seyfertova galaxie na obloze po galaxii Centaurus A
- Messier 87 (NGC 4486), hlavní galaxie kupy galaxií v Panně a galaxie s největším objemem v Místní nadkupě galaxií; obří eliptická galaxie a zároveň rádiová galaxie, jejíž 4 400 světelných let dlouhý polární výtrysk je poháněn rozsáhlou obří černou dírou s hmotností 3,5 až 6,3 miliard hmotností Slunce
- Messier 88 (NGC 4501), člen velké kupy galaxií v Panně a jedna z nejjasnějších Seyfertových galaxií na obloze
- Messier 106 (NGC 4258), jedna z nejznámějších Seyfertových galaxií,[59][60]

má ve svém jádru obří maser z vodních par, který se dá pozorovat na frekvenci 22 GHz.
- NGC 262, příklad galaxie s rozsáhlou obálkou plynného vodíku[62]
- NGC 1097, která má čtyři úzké polární výtrysky vycházející z jejího jádra
- NGC 1275, její ústřední černá díra vysílá nejnižší zaznamenanou hudební notu B, která je o 57 oktáv níž než C1[63]
- NGC 1365, která se vyznačuje ústřední černou dírou otáčející se rychlostí blízkou rychlosti světla[64]
- NGC 1566, jedna z prvních Seyfertových galaxií s určeným typem[58]
- NGC 1672, jádro má obklopené oblastmi s překotnou tvorbou hvězd
- NGC 1808, také galaxie s překotnou tvorbou hvězd
- NGC 3079, z jejího středu vychází obrovská bublina horkého plynu
- NGC 3185, člen skupiny Hickson 44
- NGC 3259, silný zdroj rentgenového záření
- NGC 3783, silný zdroj rentgenového záření
- NGC 3982, také galaxie s překotnou tvorbou hvězd
- NGC 4151, uprostřed této galaxie jsou dvě obří černé díry
- NGC 4395, příklad galaxie s nízkou plošnou jasností, která má ve svém středu černou díru střední hmotnosti
- NGC 4725, jedna z nejbližších a nejjasnějších Seyfertových galaxií při pohledu ze Země; při pozorování v infračerveném pásmu její jádro obtáčí velmi dlouhý oblak plynu
- NGC 4945, blízká ke galaxii Centaurus A
- NGC 5033, její Seyfertovo jádro leží mimo střed pohybu této galaxie
- NGC 5548, příklad čočkovité Seyfertovy galaxie
- NGC 6240, velmi jasná infračervená galaxie ultraluminous infrared galaxy (ULIRG)
- NGC 6251, nejjasnější rentgenová galaxie s nízkou excitací Třetího cambridgeského katalogu radiových zdrojů (3C)[65]
- NGC 7479, spirální galaxie, jejíž ramena mají při pozorování na rádiových vlnách opačný průběh, než jak je vidět na snímcích ve viditelném světle
- IC 2560, spirální galaxie s jádrem podobným galaxii NGC 1097